# Der Kommissar (série télévisée)
Pour les articles homonymes, voir Der Kommissar (homonymie).
Der Kommissar est une série télévisée allemande en 97 épisodes de 60 minutes, créée et entièrement écrite par Herbert Reinecker et diffusée entre le 3 janvier 1969 et le 30 janvier 1976 sur ZDF.
Cette série est inédite dans tous les pays francophones.
Les épisodes de la série sont tournés à Munich et dans ses environs. C'est dans cette série que Fritz Wepper a créé le rôle de l'inspecteur principal Harry Klein, qu'il devait plus tard reprendre dans la série Inspecteur Derrick.

## Distribution
- Erik Ode : le commissaire Herbert Keller
- Günther Schramm (de) : l'inspecteur Walter Grabert (tous les épisodes sauf 12, 85 et 87)
- Reinhard Glemnitz (de) : l'inspecteur Robert Heines (tous les épisodes sauf le 42)
- Fritz Wepper : l'inspecteur principal Harry Klein (épisodes 1 à 71)
- Elmar Wepper : l'inspecteur principal Erwin Klein (épisodes 71 à 97)
- Emely Reuer (de) : l'assistante Helga Lauer (épisodes 1 à 14; 16; 20 à 22; 24 et 26)
- Helma Seitz (de) : l'assistante Fräulein Rehbein (épisodes 10 et 11; 14; 30 et 31; 33; 37; 43; 45 et 46; 59 et 60; 66; 70; 73; 75; 79; 86 et 87 et 91)
- Rosemarie Fendel : Franziska Keller (épisodes 1 et 2; 8 et 9; 12; 18 et 24)

## Épisodes

### Première saison (1969)
1. Toter Herr im Regen
2. Das Messer im Geldschrank
3. Ratten der Grosstadt
4. Die Tote im Dornbusch
5. Ein Mädchen meldet sich nicht mehr
6. Die Pistole im Park
7. Keiner hörte den Schuß
8. Der Tod fährt 1. Klasse
9. Geld von toten Kassierern
10. Schrei vor dem Fenster
11. Die Schrecklichen
12. Die Waggonspringer
13. Auf dem Stundenplan: Mord
14. Das Ungeheuer

### Deuxième saison (1970)
1. Der Papierblumenmörder
2. Tod einer Zeugin
3. Parkplatz-Hyänen
4. Dr Meinhardt's trauriges Ende
5. In letzter Minute
6. Messer im Rücken
7. ...wie die Wölfe
8. Tod eines Klavierspielers
9. Tödlicher Irrtum
10. Eine Kugel für den Kommissar
11. Der Mord an Frau Klett
12. Die kleine Schubelik
13. Anonymer Anruf
14. Drei Tote reisen nach Wien

### Troisième saison (1971)
1. Der Moormörder
2. Besuch bei Alberti
3. Ende eines Tanzvergnügens
4. Die Anhalterin
5. Lagankes Verwandte
6. Der Tote von Zimmer 17
7. Lisa Bassenges Mörder
8. Tod eines Ladenbesitzers
9. Die andere Seite der Straße
10. Grau-roter Morgen
11. Als die Blumen Trauer trugen
12. Der Tod des Herrn Kurusch
13. Kellner Windeck
14. Ein rätselhafter Mord

### Quatrième saison (1972)
1. Traum eines Wahnsinnigen
2. Die Tote im Park
3. Schwester Ignatia
4. Überlegungen eines Mörders
5. Tod eines Schulmädchens
6. Toter gesucht
7. Ein Amoklauf
8. Der Tennisplatz
9. Fluchtwege
10. Das Ende eines Humoristen
11. Mykonos
12. Blinde Spiele

### Cinquième saison (1973)
1. Rudek
2. Tod eines Hippiemädchens
3. Das Komplott
4. Schwarzes Dreieck
5. Der Tod von Karin W.
6. Die Nacht, in der Basseck starb
7. Der Geigenspieler
8. Ein Funken in der Kälte
9. Sonderbare Vorfälle im Hause von Professor S.
10. Ein Mädchen nachts auf der Straße
11. Sommerpension
12. Herr und Frau Brandes
13. Tod eines Buchhändlers

### Sixième saison (1974)
1. Domanns Mörder
2. Ein Anteil am Leben
3. Die Nacht mit Lansky
4. Spur von kleinen Füßen
5. Drei Brüder
6. Tod eines Landstreichers
7. Mit den Augen eines Mörders
8. Im Jagdhaus
9. Sein letzter Coup
10. Ohne auf Wiedersehen zu sagen
11. Schwierigkeiten eines Außenseiters
12. Jähes Ende einer interessanten Beziehung
13. Der Segelbootmord
14. Der Liebespaarmörder
15. Traumbilder

### Septième saison (1975-1976)
1. Das goldene Pflaster
2. Am Rande der Ereignisse
3. Warum es ein Fehler war, Beckmann zu erschießen
4. Ein Mord auf dem Lande
5. Der Mord an Doktor Winter
6. Die Kusine
7. Sturz aus großer Höhe
8. Noch zehn Minuten zu leben
9. Der Tod des Apothekers
10. Fährt der Zug nach Italien?
11. Ein Playboy segnet das Zeitliche
12. Mord nach der Uhr
13. Eine Grenzüberschreitung
14. Der Held des Tages
15. Tod im Transit

### Hors saison (1973)
1. Hallo Hotel Sacher Portier: Mein Freund Uwe

## DVD
Quatre coffret DVD de 24 épisodes chacun sont sortis en Allemagne.
- coffret 1 : (épisodes 1 à 24 - saisons 1 et 2) : 18 juin 2010.
- coffret 2 : (épisodes 25 à 49 ; sauf l'épisode 27 - saisons 2 à 4) : 20 août 2010.
- coffret 3 : (épisodes 50 à 73 - saisons 4 à 6) : 12 novembre 2010.
- coffret 4 : (épisodes 74 à 97 - saisons 6 et 7) : 4 février 2011.